# Gambia ai Giochi della XXX Olimpiade
Il Gambia ha partecipato ai Giochi della XXX Olimpiade di Londra, che si sono svolti dal 27 luglio al 12 agosto 2012, con una delegazione di 2 atleti.

## Atletica leggera
I due atleti del Gambia si sono qualificati entrambi nella disciplina dei 100 metri piani.
Gare maschili
| Atleta          | Gara  | Batterie | Batterie | Quarti | Quarti | Semifinali | Semifinali | Finale          | Finale          |
| Atleta          | Gara  | Tempo    | Pos.     | Tempo  | Pos.   | Tempo      | Pos.       | Tempo           | Pos.            |
| --------------- | ----- | -------- | -------- | ------ | ------ | ---------- | ---------- | --------------- | --------------- |
| Suwaibou Sanneh | 100 m | BYE      | BYE      | 10.21  | 5 q    | 10.18      | 8          | Non qualificato | Non qualificato |

Gare femminili
| Atleta        | Gara  | Batterie | Batterie | Quarti | Quarti | Semifinali      | Semifinali      | Finale          | Finale          |
| Atleta        | Gara  | Tempo    | Pos.     | Tempo  | Pos.   | Tempo           | Pos.            | Tempo           | Pos.            |
| ------------- | ----- | -------- | -------- | ------ | ------ | --------------- | --------------- | --------------- | --------------- |
| Saruba Colley | 100 m | 12.21    | 2 Q      | 12.06  | 8      | Non qualificata | Non qualificata | Non qualificata | Non qualificata |